# Jodoki koncentrációs tábor
A jodoki (yodoki) koncentrációs tábor Észak-Korea egyik legnagyobb koncentrációs tábora, kb. 110 km-re található Phenjantól. Hivatalos megnevezése Észak-Koreában Jodoki (Yodoki) 15. számú átnevelőtábor (hangul: 요덕 제15호 관리소, Jodok cse-sibo-ho kvalliszo (Yodeok je-sibo-ho kwalliso), handzsa: 耀德 第15號 管理所, RR: Yodok Penal Labour Colony No. 15), míg a déliek Jodoki (Yodoki) politikai munkatábor (hangul: 요덕 정치범 수용소, Jodok csongcshibom szujongszo (Yodeok jeong-chi-beom suyongso), handzsa: 耀德 政治犯 收容所, RR: Yodok Political Prison Camp) néven hivatkoznak rá.
A tábor a Koreai Munkapárt hatalmára veszélyes egyéneket dolgoztat, és „nevel át” nehéz munkával, illetve a kínzás különféle eszközeivel.
A Dél-Hamgjong (Hamgyong) tartománybeli Jodok (Yodok) megyében található, az Ipszok (Ipsok) völgyében terül el, hegyek veszik körül. Északról az 1742 méter magas Pek (Paek), északkeletről az 1833 méter magas Modo, nyugatról az 1250 méter magas Tok, délről pedig az 1152 méter magas Pjongphung (Byeongpung).
A völgy bejárata az 1250 méteres Cshebong (Chaebong) átjáró, ami keleten található. A tábort körülvevő helyek völgyeiből lecsörgő forrásokból fakad az Ipszok (Ipsok) folyó, ami a Jonghung (Yonghung) folyóba, végül pedig a tengerbe torkollik, Vonszan (Wonsan) közelében.
2014 novemberében bezárták és megsemmisítették a tábort. A rabokat két hasonló jellegű börtöntábor, a kecshoni koncentrációs tábor és a mjonggani koncentrációs tábor fogadta be.

## Felépítése
Két részre oszlik a tábor:
- Teljes irányítású övezet (특별독재대상구역; Thukpjol Tokcse Teszang Kujok (Teukbyeol Dokjae Daesang Guyeok)), itt a rendszerellenes tevékenységet végzők, a politikailag esékenyek, és a keresztények). Ezeket a rabokat sosem engedik ki. A Nyílt Ajtók nevű keresztény társaság 6000 keresztény fogolyról számol be.
- Forradalmi övezet (혁명화대상구역; Hjongmjonghva Teszang Kujok (Hyeokmyeonghwa Daesang Guyeok)), itt dolgoznak és szenvednek a kevésbé vétkesek (Az ország jogtalan elhagyásáért, dél-koreai adások (TV, rádió) vételéért, vagy a kormánypárt munkájának kritizálásáért). Ezeket a foglyokat szabadon engedik büntetésük letelte után.

A 90-es években a teljes irányítású övezetben 30 000 fogoly volt, míg a kisebb, forradalmiban körülbelül 16 500 fogoly. A legtöbb foglyot tárgyalás nélkül idehozzák, illetve később, kínzásuk során szereznek részleteket bűneikről. Általában családjukkal együtt zárják össze a rabokat, közeli hozzátartozóikkal.

## A tábor körülményei

### Szálláskörülmények
A foglyok saras, piszkos kunyhókban élnek, omladozó falakkal és fából készült ágyakkal, illetve bomló, rohadó tetővel.

### Kínzások
Az alábbi kínzási módszerek a hajdani foglyok leírásai alapján vannak megörökítve:
- “Galambozás”: A fogoly végtagjait hátrakötik egy gúzsba, és fellógatják a plafonra a csomónál fogva.
- “Vízpumpa”: A fogolyt vízivásra kényszerítik, majd mikor már sokat ivott ráugrálnak a hasára, hogy szó szerint kipréseljék belőle.
- “Alámerítés”: Zacskót húznak a fogoly fejére és vízbe merítik azt.
- Bántalmazások: A rabok, ha nem teljesítik a napi követelményt, verésben részesülnek. Ez gyakran maradandó sérüléshez illetve halálhoz vezet.

A foglyok teljesen az őrök alá vannak rendelve, hajdani rabok szemtanúi voltak hogy járműhöz kötöztek nyakuknál fogva embereket és hosszú távokon keresztül hurcolták őket, illetve egy diákot halálra rugdostak.

### Kivégzések
Akik megpróbálják elhagyni a tábor területét, vagy ételt lopnak, kivégzésben részesülnek. A kivégzés előtt nem kapnak enni sokáig, és meg is kínozzák a rabokat.
A táborból kiengedetteknek esküt kell tenniük arról, hogy sosem árulják el senkinek Jodok (Yodok) titkát, különben kivégzik őket.

### Szexuális zaklatások, és erőszakos vetélések
A tábor női foglyai teljesen védtelenek a nemi erőszakok ellen. Gyakran rájuk parancsolnak, hogy vetkőzzenek le. A nemi erőszakba a bántalmazottak gyakran bele is halnak, ugyanis közben folyton ütlegelik őket. A terhes nőket vetélésre kényszerítik.

## Volt foglyok (szemtanúk)
- Kang Csholhvan (Kang Chol-hwan) (Itt volt: 1977–1987) 9 éves korában zárták be, mert a családja Japánból tért haza, és politikailag esékenynek számított.
- An Hjok (An Hyuk) (Itt volt: 1987–1989) 18 évesen zárták be, mert jogtalanul hagyta el Észak-Koreát.
- Kim Thedzsin (Kim Tae-jin) (Itt volt: 1988–1992) Szintén azért lett bezárva, mint An Hjok (An Hyuk).
- Ri Jongguk (Lee Young-kuk) (Itt volt: 1995–1999), Kim Dzsongil (Kim Jong-il) volt testőre, akit az ország becsmérléséért raboltak el Kínából.